# 동구 (대구광역시)
동구(東區)는 대구광역시의 북동쪽에 있는 구이다. 군위군, 달성군을 제외하고 대구광역시의 구  안에서 면적이 가장 넓으며, 면적의 80% 이상이 팔공산괴(八公山塊)에서 갈라진 산지로 이루어져 있다.

## 지리
동구의 생활권은 금호강 서쪽에 위치한 경부선 동대구역 인근의 신암·신천·효목 생활권(신암동, 신천동, 효목동)과 금호강 동쪽에 위치한 대구국제공항 인근의 동촌 생활권(지저동, 동촌동, 방촌동, 해안동), 옛 안심읍 일대의 반야월 생활권(안심동, 혁신동), 팔공산과 새만금포항고속도로 일대의 팔공산 생활권(불로봉무동, 도평동, 공산동) 등 크게 네 지역으로 나눌 수 있다.
원도심인 신암동, 신천동, 효목동 일대와 공군 비행장이 있어서 개발 고도가 제한된 동촌 지역은 2000년대 이후 지속적으로 인구가 감소하고 있다. 특히 비행장 정면에 있는 동촌동과 방촌동 일대는 고도제한에 직접 걸리기 때문에, 대구 도시철도 1호선 동촌 지역 구간의 이용률을 떨어뜨리는 원인이 되고 있다. 동촌 지역에 비해 상대적으로 비행장에서 이격되어 있는 반야월 지역은 반야월 신길을 중심으로 율하지구·동호지구가 개발되고, 대구선이 이설된 후 옛 저탄장(안심연료단지)이 철거되고 신서동·각산동 일대에 혁신도시가 조성되면서 인구가 계속 늘고 있다. 팔공산 생활권 중 불로봉무동은 이시아폴리스 택지 조성으로 2010년대에 인구가 증가했고, 공산동은 농촌 성격을 강하게 띄고 팔공산(갓바위, 동화사, 파계사 등)을 중심으로 한 관광업이 발달했으나 대구연경공공주택지구 개발로 지묘동 일대가 2020년부터 인구가 눈에 띄게 증가하고 있다.

## 역사
- 1938년 10월 1일 : 달성군 수성면이 대구부에 편입되었다.
- 1938년 11월 2일 : 수성면의 편입 지역 일대에 대구부 동부출장소가 설치되었다.
- 1949년 8월 15일 : 대구시 동부출장소로 개칭하였다.
- 1951년 6월 9일 : 동부출장소의 대명동, 봉덕동을 신설되는 남부출장소로 이관하였다.
- 1958년 1월 1일 : 달성군 동촌면이 대구시에 편입되어 동촌출장소가 설치되었다.
- 1963년 1월 1일 : 대구시에 구제가 실시되면서, 동부출장소와 동촌출장소를 통합해 대구시 동구로 승격하였다.[5] (24법정동)
- 1963년 1월 16일 : 동촌출장소를 설치하였다.[6]
- 1965년 2월 1일 : 행정동을 개편해 통·폐합하였다.[7] (33행정동)

33행정동 - 신암1동, 신암2동, 신암3동, 신암4동, 신천1동, 신천2동, 신천3동, 신천4동, 신천5동, 효목동, 만촌1동, 만촌2동, 범어동, 황청동, 지산동, 범물동, 두산동, 상동, 중동, 수성동, 파동, 평광동, 봉무동, 불로동, 도동, 지저동, 입석동, 검사1동, 검사2동, 방촌동, 부동, 둔산동, 신평동
- 1966년 1월 1일 : 수성동의 법정동을 수성동1가,2가,3가로 분동하고, 수성동을 수성1·2·3가동으로 개칭하였다.[8] (26법정동)
- 1970년 7월 1일 : 신암5동을 신암1동으로부터, 신암6동을 신암3동으로부터 분동하였다.[9] (35행정동)
- 1975년 10월 1일 : 신암3동과 신암6동을 북구로 이관하여 북구 대현동이 설치되고, 신암3동과 신암6동은 각각 대현1동과 대현2동으로 개칭하였다. 북구 복현동의 일부를 신암동으로 편입하였으며, 신암5동을 신암3동으로 개칭하였다. 검사1동, 검사2동을 검사동으로 합동하고, 범어동을 범어1동, 범어2동으로, 수성1·2·3가동을 수성1가동, 수성2·3가동으로 분동하였다. (34행정동)
- 1976년 8월 1일 : 동촌출장소가 대구시 직할 출장소로 승격하였다.[10]

동구청 - 23행정동 15법정동
동촌출장소 - 11행정동 11법정동
- 1977년 12월 1일 : 황청동을 황금동으로 개칭하였다.
- 1979년 5월 1일 : 효목동을 효목1동, 효목2동으로 분동하였다.[11] (35행정동)
- 1980년 4월 1일 : 수성구가 분리되었다.[12] 동촌출장소를 폐지하고, 신천4동을 신천3동으로 합동하고, 신천5동을 신천4동으로 개칭하였다. 구청사를 신천동 764-3번지에서 신천동 291-8번지로 이전하였다. (21행정동 14법정동)
- 1981년 7월 1일 : 대구직할시 동구로 승격하면서 달성군 공산면 일원, 경산군 안심읍 일원을 편입하고,[13] 공산출장소와 안심출장소를 각각 설치하였다.[14] (2출장소 46법정동)
- 1983년 3월 15일 : 공산출장소를 폐지하였다.
- 1986년 12월 22일 : 신암동 36-1번지로 구청사를 이전하였다.
- 1987년 1월 1일 : 신암동 일부 및 연경동을 북구로 이관하고, 수성구 가천동 일부를 편입하였다.[15]
- 1988년 5월 1일 : 자치구로 승격하였다.[16]
- 1991년 4월 15일 : 동구의회를 개원하였다.
- 1995년 1월 1일 : 대구광역시 동구로 개칭하였다.
- 1998년 9월 21일 : 안심출장소를 폐지하였다.
- 2020년 7월 6일 : 안심3·4동을 안심3동, 안심4동, 혁신동으로 분동하고, 불로봉무동과 지저동 등의 행정 구역을 조정하였다.[17][18][19]

## 행정 구역
대구광역시 동구의 행정 구역은 22개 행정동으로 구성되어 있다. 동구의 면적은 대구시 전체 면적의 20%에 해당하는 182.22 km2의 넓은 면적을 가지고 있다. 인구는 2020년 7월 31일 주민등록을 기준으로 34만2657 명, 15만4701 가구이다.

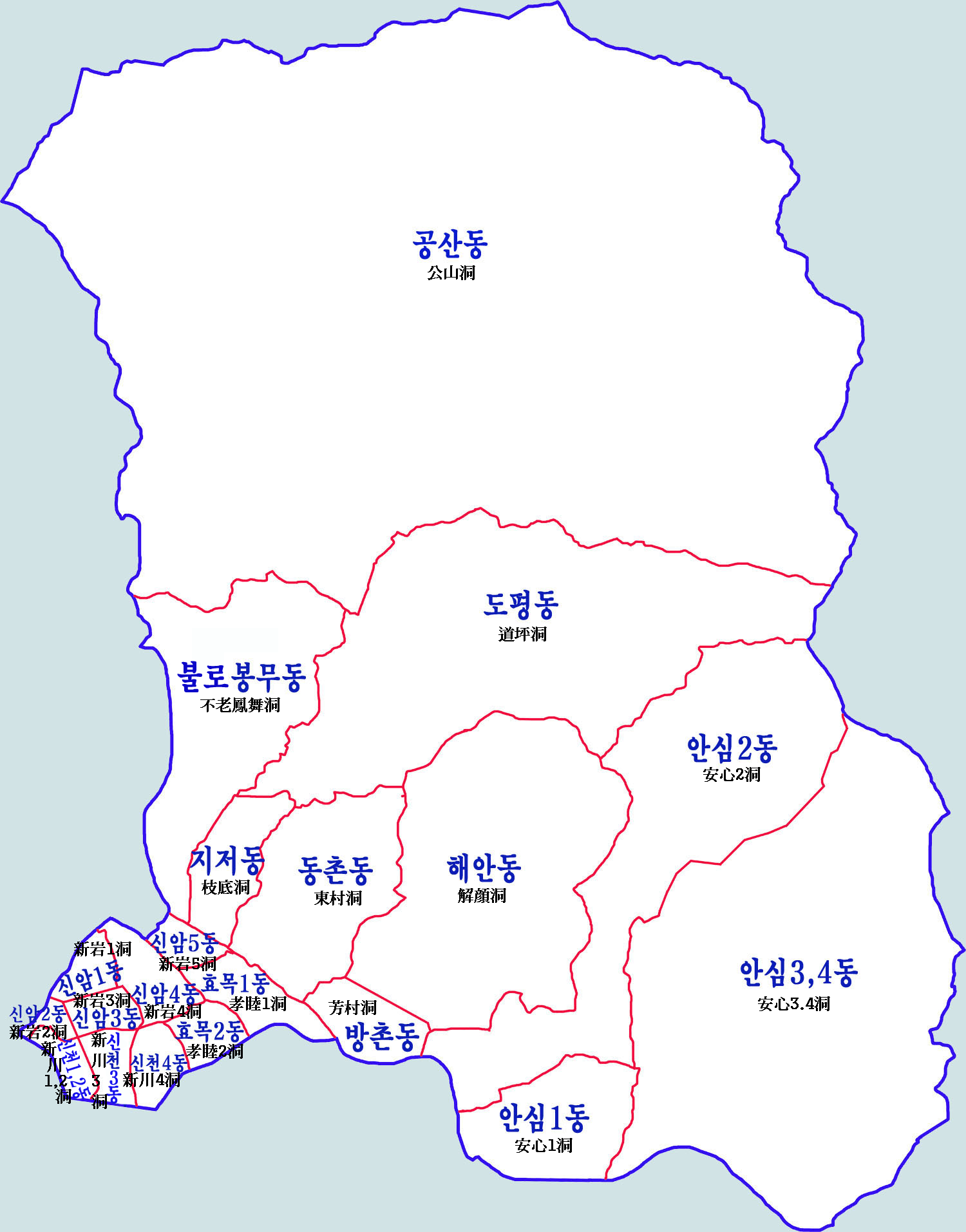

| 행정동      | 한자        | 면적 (km2) | 인구 (명) | 세대    |
| ----------- | ----------- | ---------- | --------- | ------- |
| 신암1동     | 新岩1洞     | 0.61       | 7,788     | 4,052   |
| 신암2동     | 新岩2洞     | 0.38       | 10,839    | 4,570   |
| 신암3동     | 新岩3洞     | 0.61       | 8,935     | 4,131   |
| 신암4동     | 新岩4洞     | 1.18       | 13,365    | 7,211   |
| 신암5동     | 新岩5洞     | 0.57       | 6,610     | 3,199   |
| 신천1·2동   | 新川1·2洞   | 0.47       | 13,454    | 6,150   |
| 신천3동     | 新川3洞     | 0.70       | 12,587    | 5,349   |
| 신천4동     | 新川4洞     | 0.78       | 7,582     | 4,634   |
| 효목1동     | 孝睦1洞     | 1.38       | 14,301    | 7,098   |
| 효목2동     | 孝睦2洞     | 0.72       | 15,000    | 7,101   |
| 도평동      | 道坪洞      | 19.23      | 4,209     | 2,052   |
| 불로·봉무동 | 不老·鳳舞洞 | 7.98       | 21,978    | 8,765   |
| 지저동      | 枝底洞      | 1.94       | 15,086    | 6,999   |
| 동촌동      | 東村洞      | 5.34       | 15,990    | 7,617   |
| 방촌동      | 芳村洞      | 1.24       | 18,505    | 7,942   |
| 해안동      | 解顔洞      | 13.29      | 15,374    | 7,146   |
| 안심1동     | 安心1洞     | 3.34       | 44,007    | 20,004  |
| 안심2동     | 安心2洞     | 13.54      | 11,207    | 4,896   |
| 안심3동     | 安心3洞     | 6.1        | 21,470    | 8,170   |
| 안심4동     | 安心4洞     | -          | 29,725    | 11,886  |
| 혁신동      | 革新洞      | -          | 18,791    | 8,464   |
| 공산동      | 公山洞      | 83.70      | 15,854    | 7,265   |
| 동구        | 東區        | 182.22     | 342,657   | 154,701 |

* 인구·세대는 2020년 7월 31일 주민등록 기준

## 인구
- 동구(에 해당하는 지역)의 연도별 인구 추이[21]

| 연도   | 총인구    |  | 비고                                               |
| ------ | --------- |  | -------------------------------------------------- |
| 1966년 | 189,464명 |  |                                                    |
| 1970년 | 265,301명 |  |                                                    |
| 1972년 | 281,419명 |  |                                                    |
| 1974년 | 304,590명 |  |                                                    |
| 1976년 | 328,178명 |  |                                                    |
| 1978년 | 378,168명 |  |                                                    |
| 1980년 | 427,321명 |  | 일부지역이 수성구로 분리/인구최대기록 (43만5525명) |
| 1982년 | 279,398명 |  | 1981년 7월1일 달성군 공산면, 경산군 안심읍 편입    |
| 1984년 | 301,068명 |  |                                                    |
| 1986년 | 323,675명 |  |                                                    |
| 1988년 | 337,975명 |  |                                                    |
| 1990년 | 352,599명 |  |                                                    |
| 1992년 | 362,080명 |  |                                                    |
| 1994년 | 361,572명 |  |                                                    |
| 1996년 | 353,553명 |  |                                                    |
| 1998년 | 343,852명 |  |                                                    |
| 2000년 | 340,620명 |  |                                                    |
| 2002년 | 335,958명 |  |                                                    |
| 2004년 | 340,100명 |  |                                                    |
| 2006년 | 343,876명 |  |                                                    |
| 2008년 | 335,253명 |  |                                                    |
| 2010년 | 331,687명 |  |                                                    |
| 2012년 | 341,015명 |  |                                                    |
| 2013년 | 342,115명 |  |                                                    |
| 2014년 | 345,496명 |  |                                                    |
| 2015년 | 348,123명 |  |                                                    |
| 2016년 | 350,195명 |  |                                                    |
| 2017년 | 351,538명 |  |                                                    |
| 2018년 | 349,429명 |  |                                                    |
| 2019년 | 351,255명 |  |                                                    |
| 2020년 | 344,932명 |  |                                                    |

## 구청
- 현재 대구 동구청은 대구광역시 동구 신암동에 위치하고 있다.

## 교육 기관
- 고등학교

|  | - 강동고등학교 - 달구벌고등학교 - 대구관광고등학교 | - 대구공업고등학교 - 대구동부고등학교 - 대구동부공업고등학교 | - 대구일과학고등학교 - 영신고등학교 - 정동고등학교 | - 조일고등학교 - 청구고등학교 |

- 특수학교

|  | - 대구선명학교 |

## 명소

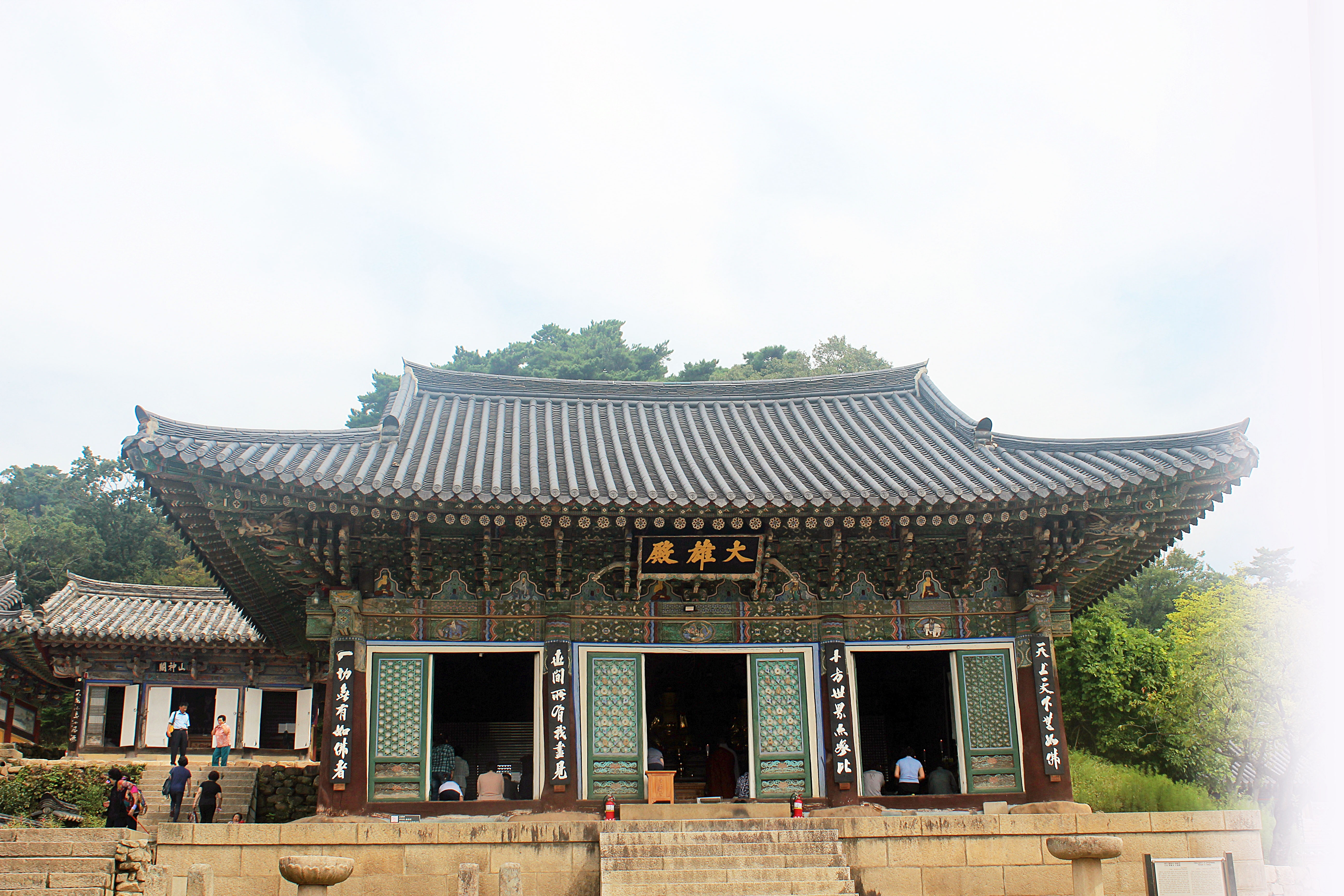
동화사
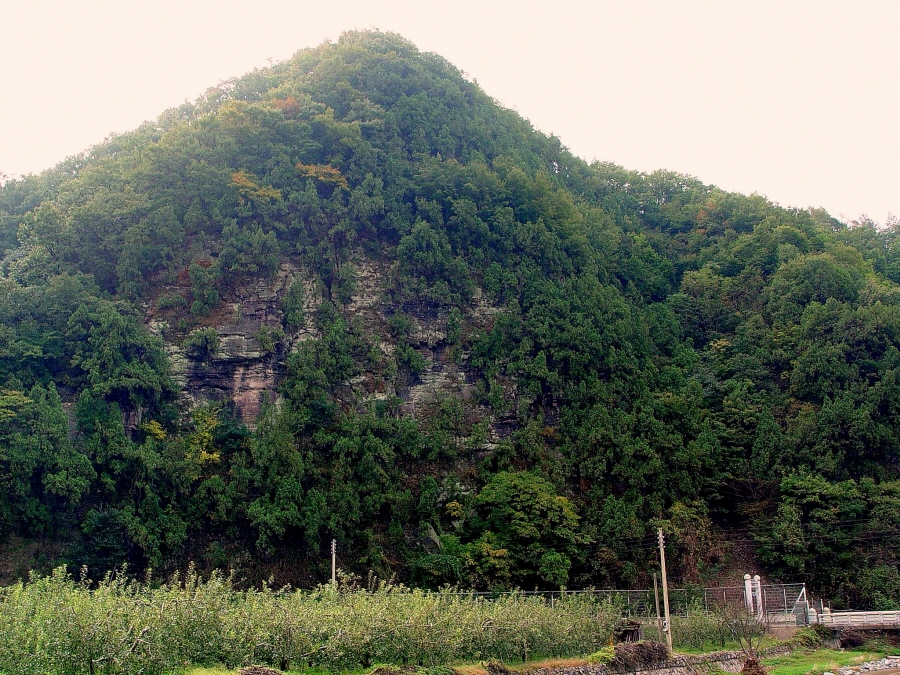
대구 도동 측백나무 숲
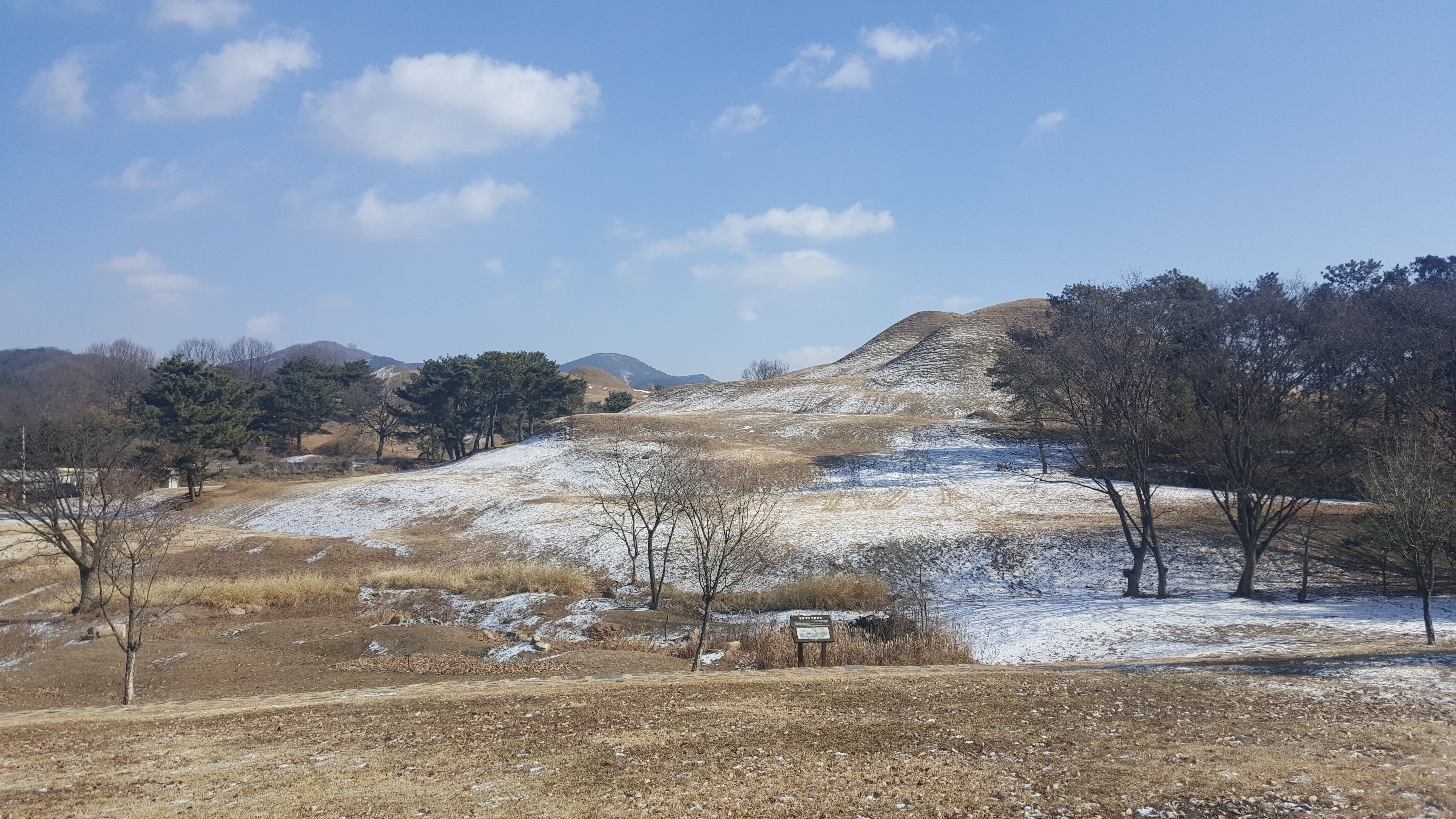
대구 불로동 고분군

- 동화사
- 대구 도동 측백나무 숲
- 불로동 고분군

## 교통
- 대구국제공항이 있어서 인천과 제주 등 국내 도시와 베이징, 상하이 등 외국 도시와 연결되어 있다.
- 철도:경부선, 경부고속선 - 동대구역(대구선 금강역은 여객업무 없음)
- 고속도로: 팔공산 나들목(새만금포항고속도로), 동대구 나들목(중앙고속도로), 파군재 나들목, 둔산 나들목, 상매 분기점(대구외곽순환고속도로)
- 고속버스, 시외버스: 동대구복합환승센터, 용계시외버스정류장

## 자매 도시
| 지역 & 국가    | 도시             | 도시                            |
| -------------- | ---------------- | ------------------------------- |
| 대한민국       | 전북특별자치도   | 군산시                          |
| 대한민국       | 충청남도         | 보령시                          |
| 중화인민공화국 | 안후이성(安徽省) | 황산시(黄山市)                  |
| 중화인민공화국 | 장쑤성(江苏省)   | 쑤저우시(苏州市) 우중구(吴中区) |
| 캐나다         | 퀘벡주           |                                 |

## 같이 보기
- 대한민국의 지리